# Gobiopterus semivestitus
Gobiopterus semivestitus är en fiskart som först beskrevs av Munro, 1949.  Gobiopterus semivestitus ingår i släktet Gobiopterus och familjen smörbultsfiskar. Inga underarter finns listade i Catalogue of Life.